# Kings (district rural)
Pour les articles homonymes, voir Kings.
Kings est un district rural du Nouveau-Brunswick, situé dans le territoire de la commission de services régionaux de Kings. La municipalité a été constituée le 1er janvier 2023, avec le districts de services locaux (DSL) de la paroisse d'Hammond et de la paroisse de Waterford, ainsi que des portions des DSL de la paroisse de Brunswick, de la paroisse de Cardwell, de la paroisse d'Havelock, de la paroisse de Johnston, de la paroisse de Norton, de la paroisse de Sussex et de la paroisse d'Upham.

## Géographie
Le territoire compte deux parties distinctes regroupant des zones non constituées en municipalités des comtés de Kings et de Queens. La première, au nord, est bordé par le district rural de la Région-de-la-capitale à l'ouest, le district rural de Kent au nord, le district rural du Sud-Est à l'est, Butternut Valley au sud et Arcadia au sud-ouest. La deuxième, au sud, est bordée par Hampton et Valley Waters à l'ouest, Butternut Valley et Sussex au nord, Three Rivers et le district rural du Sud-Est à l'est, Fundy Albert au sud-est, le district rural de Fundy au sud et Fundy-St. Martins au sud-ouest.